# Herculis 2010
Meeting Herculis 2010 byl lehkoatletický mítink, který se konal 22. července 2010 v Monaku. Byl součástí série mítinků Diamantová liga.

## Výsledky
- Archiv výsledků zde [1]

### Muži
| Disciplína     | 1. místo                | 2. místo                            | 3. místo                  |
| 200 m          | Tyson Gay 19,72         | Yohan Blake 19,78                   | Wallace Spearmon 19,93    |
| 400 m          | Jermaine Gonzales 44,40 | Ricardo Chambers 44,54              | Chris Brown 45,05         |
| 1500 m         | Silas Kiplagat 3:29,27  | Amine Laalou 3:29,53                | Augustine Choge 3:30,22   |
| 110 m překážek | David Oliver 13,01      | Ryan Wilson 13,13                   | Dwight Thomas 13,29       |
| Skok do výšky  | Ivan Uchov 234 cm       | Andrej Silnov Jesse Williams 228 cm | – –                       |
| Skok daleký    | Dwight Phillips 846 cm  | Fabrice Lapierre 818 cm             | Paweł Szalin 815 cm       |
| Hod diskem     | Gerd Kanter 67,81 m     | Zoltán Kővágó 66,89 m               | Piotr Małachowski 66,45 m |

### Ženy
| Disciplína     | 1. místo                    | 2. místo                            | 3. místo                     |
| 100 m          | Carmelita Jeterová 10,82    | Veronica Campbellová-Brownová 10,98 | Kelly-Ann Baptiste 11,03     |
| 800 m          | Alysia Johnson 1:57,34      | Jemma Simpson 1:58,74               | Anna Pierce 1:58,89          |
| 3000 m         | Sentayehu Ejigu 8:28,41     | Meriem Jusuf Džamalová 8:29,20      | Shannon Rowburyová 8:31,38   |
| 400 m překážek | Kaliese Spencerová 53,63    | Natalja Anťuchová 54,24             | Sheena Tostaová 54,52        |
| Skok o tyči    | Fabiana Murerová 480 cm     | Světlana Feofanovová 470 cm         | Lacy Janson 460 cm           |
| Trojskok       | Yargelis Savigneová 15,09 m | Olga Rypakovová 14,78 m             | Anna Pjatychová 14,43 m      |
| Vrh koulí      | Nadzeja Astapčuková 20,23 m | Valerie Viliová 20,20 m             | Natalja Michněvičová 19,43 m |
| Hod oštěpem    | Barbora Špotáková 65,76 m   | Kara Patterson 64,21 m              | Sunette Viljoenová 59,93 m   |